# Liste des députés de la IVe législature de la monarchie de Juillet

Cette liste recense les personnes qui ont assuré un mandat de député au cours de la IVe législature de la monarchie de Juillet.
- Haut – A
- B
- C
- D
- E
- F
- G
- H
- I
- J
- K
- L
- M
- N
- O
- P
- Q
- R
- S
- T
- U
- V
- W
- X
- Y
- Z

## A
- Hippolyte Abraham-Dubois
- Philippe Albert
- Nelzir Allard
- Pierre Amilhau
- Alexandre-Jacques-Laurent Anisson-Dupéron
- François Arago
- Jacques Ardaillon
- Jacques Ardoin
- Jean-François Armand
- Germain Armand
- Charles Louis Marie Armez
- Pierre René Auguis
- Arsène Aumont-Thiéville
- Jules Aymon de Montépin
- Jean-Martial Azaïs

## E
- Paul, Marin, Victor Enouf
- Charles, Louis, Benjamin Esnault
- François, Dominique, Victor, Edouard Espéronnier
- Jean-Pierre, Marie Espinasse
- Louis Estancelin
- Philippe, Isidore d'Ibarrart d'Etchégoyen
- Charles, Guillaume Etienne

## F
- Antoine, Jean Farran
- Antoine, Bernard Finot
- Edouard de Fitz-James
- Marie, Jean, Pierre Flourens
- Bénédict Fould
- Jean-Claude Fulchiron
- Marie, Louis, Maurice Fumeron d'Ardeuil

## H
- François, Joseph Haas
- Jean, Daniel, Oedipe Haguenot
- Philippe, Christophe Hallez-Claparède
- Jean-Marie Harlé
- Charles, Louis, Marie, Eugène Harlé d'Ophove
- André, Frédéric Hartmann
- Pierre, Louis, Auguste, Bruno Blanc de Lanautte d'Hauterive
- Léonor, Joseph Havin
- Michel, Pierre, Alexis Hébert
- Antoine, Louis, Marie Hennequin
- Jacques Hennessy
- Césaire, Emmanuel, Flavien Henrion Staal de Magnoncour
- Alexandre Roubier d'Hérambault
- Claude, Charles, Etienne Hernoux
- Pierre Heurtault du Metz
- Jean His
- Charles d'Houdetot
- Jean, Nicolas Houzeau-Muiron
- Louis, Marie, Paul Vogt d'Hunolstein

## I
- François, André Isambert
- Jean-François, Anne Izarn

## J
- Jean-François Jacqueminot de Ham
- Pierre, Louis, Elisabeth, Alfred Jacquier de Terrebasse
- Jean-Baptiste Jamin
- Benjamin, Louis Jan-Lagillardaie
- Laurent, Marie Janet
- Eugène Janvier de la Motte
- Antoine, Gabriel Jars
- Hippolyte, François Jaubert
- François Jobard
- Thomas, Marie, Adolphe Jollivet
- Louis, Joseph Josson
- Théodore, Simon Jouffroy
- Blaise, François, Aldegonde de Jouvencel
- Antoine, Félix Jouvet
- Jacques, Nicolas Junyen
- Laurent, Pierre de Jussieu
- Christophe, Alexis, Adrien de Jussieu

## K
- François, Christophe, Edmond Kellermann
- Nicolas Koechlin

## N
- Pierre, Barthélemy, Joseph Nogaret
- Gabriel Nosereau

## O
- Victor, Union Oger
- Hippolyte, Joseph, Louis Olivier de Gérente

## Q
- Hippolyte, Alphonse Quénault
- Théodore, Martin Quinette de Rochemont

## V
- Jean, Alexandre Valleton de Garraube
- Antoine, Joseph, Louis, Sylvestre de Valon
- Jean Vatout
- Alphée Bourdon de Vatry
- Désiré, Joseph Véjux
- Jean, Simon, Antoine, Marie Verne de Bachelard
- François, Charles Vernhes
- Achille, Pierre, Félix Vigier
- Louis, Ludovic Vitet
- Alexandre, François, Auguste Vivien
- Julien, Marin, Paul Vuitry

## W
- Jean-François, Louis Warein
- Jacques, Henri Wustenberg